# Grumman F-14 Tomcat
Grumman F-14 Tomcat (Mèo đực) là một loại máy bay siêu âm cánh cụp cánh xòe 2 động cơ 2 chỗ ngồi. Trong suốt thời gian phục vụ trong Hải quân Hoa Kỳ (1972-2006), nó được sử dụng như một máy bay chiến đấu tiêm kích, dùng vào do thám, ném bom và chặn đánh trên không. Nó được phát triển sau sự thất bại của dự án General Dynamics F-111 Aardvark, nó trở thành dòng đầu tiên trong loạt máy bay chiến đấu của Hoa Kỳ được phát triển sau những trận không chiến với các máy bay Mikoyan ở Việt Nam. 
F-14 được đưa vào sử dụng trong Hải quân Hoa Kỳ năm 1972, thay thế cho McDonnell Douglas F-4 Phantom II. Nó được rút khỏi biên chế của Hải quân Hoa Kỳ vào 22 tháng 9 năm 2006, và được thay thế bởi Boeing F/A-18E/F Super Hornet.
F-14 từng được xuất khẩu cho Vương quốc Iran năm 1976, khi đó vẫn là một đồng minh thân thiết của Hoa Kỳ. Về sau, số máy bay này được Không quân Cộng hòa Hồi giáo Iran tiếp quản và sử dụng cho đến năm 2006 thì bị loại bỏ do đã cũ và không có phụ tùng thay thế. Trong cuộc chiến Iraq - Iran (1980-1988), Iran tuyên bố F-14 của họ đã bắn rơi 160 máy bay các loại của Iraq (tuy nhiên nhà nghiên cứu Tom Cooper cho biết con số này là phóng đại, thành tích thực tế là khoảng 55 chiếc), đổi lại là 16 chiếc F-14 của Iran đã bị rơi.

## Lịch sử về F-14 Tomcat

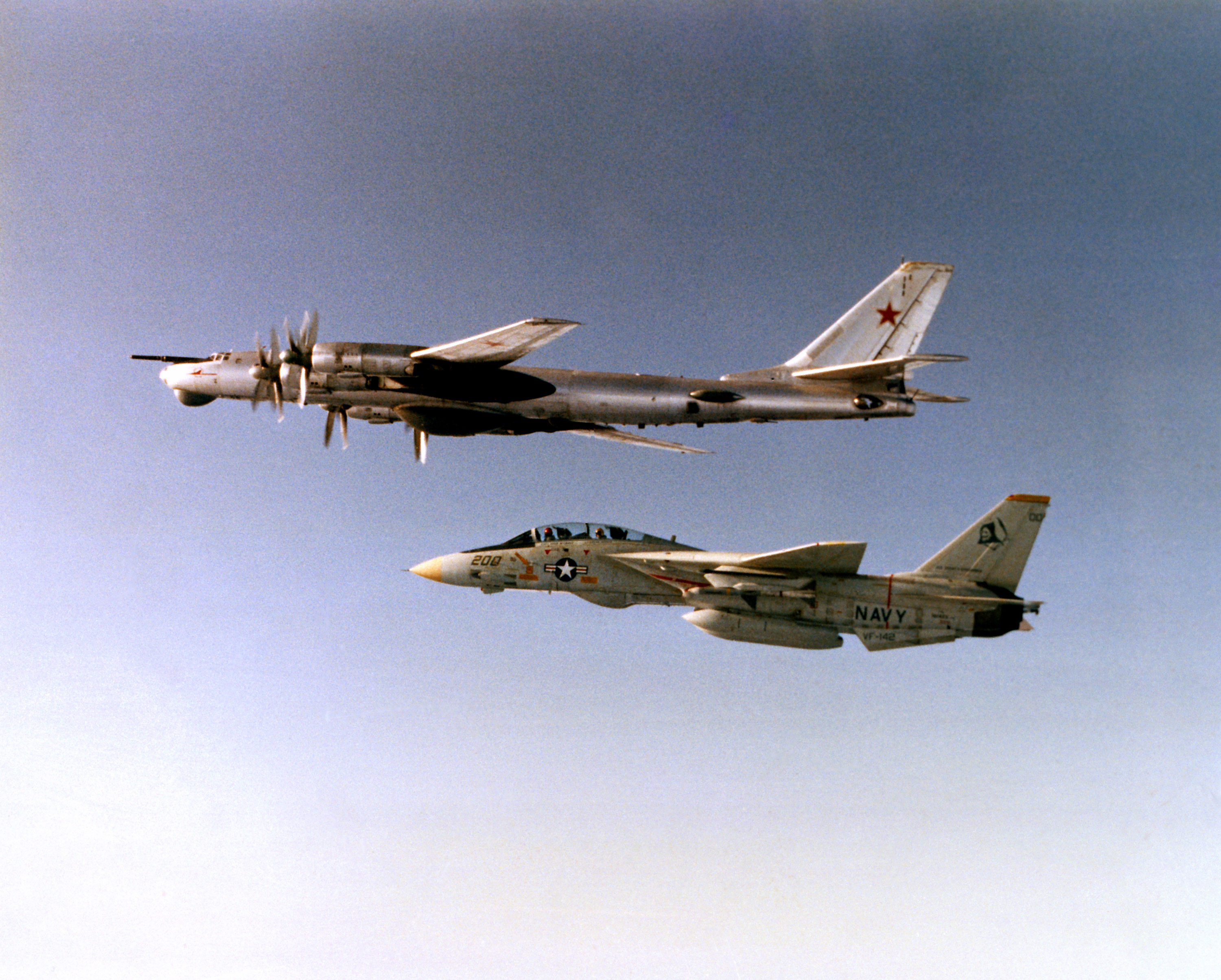
F-14 thuộc phi đoàn VF-114 bay giám sát TU-95 Bear của Liên Xô

F-14 Tomcat được nghiên cứu để thay thế cho F-111B vốn là một đề xuất không hiệu quả lắm cho dự án Tactical Fighter Experimental (TFX). Hải quân có nhu cầu về những phi đoàn máy bay chiến đấu với vai trò ngăn chặn máy bay ném bom của Liên Xô trước khi những máy bay của Liên Xô phóng tên lửa vào tàu sân bay. Hải quân rất cố gắng chống lại dự án TFX, khi mà nhu cầu sáp nhập máy bay chiến đấu của Hải quân vào Không quân nhằm tăng khả năng tấn công của Không quân, họ sợ rằng sự sáp nhập sẽ tạo ra sự yếu kém của máy bay chiến đấu. Sự lo lắng này đã ăn sâu khi mà Đô đốc Connolly lấy sự phát triển F-111A làm mục tiêu chính và nhận ra nó không thể đạt tốc độ siêu âm và có đặc điểm hạ cánh kém. Vào tháng 5 năm 1968, Hội đồng Hải quân quyết định cắt tiền đầu tư cho F-111B, trong thời gian ngắn đã đưa ra dự án RFP thay cho Naval Fighter Experimental (VFX), một loại máy bay chiến đấu có 2 chỗ với vận tốc Mach 2.2 và giữ vai trò thứ yếu trong sự chống đỡ trên không. Có 5 công ty tham gia bỏ thầu, McDonnell Douglas và Grumman đã được chọn vào tháng 12 năm 1968, và Grumman đã nhận được hợp đồng vào tháng 1 năm 1969. Dự án sớm nhận được sự nhạo báng khi công việc mới được bắt đầu. Một sự dự đoán về giá thành sẽ lớn khi những nhà phê bình thấy Grumman vốn là thành viên trong dự án F-111B, sản phẩm mà Hải quân vừa từ bỏ.
Grumman đã dùng lại đồ án động cơ TF-30 từ F-111B, dù Hải quân có ý định dùng động cơ F401 cho máy bay của họ được phát triển bởi Pratt & Whitney. Dù khả quan hơn F-111B, nó vẫn là loại máy bay chiến đấu to lớn và nặng nề của Hoa Kỳ của thời kỳ này, nó có kích cỡ đáp ứng đòi hỏi để mang được loại rada lớn AWG-9 và tên lửa AIM-54 Phoenix, cũng lấy từ F-111B. Để làm giảm bớt giá thành, F-14 sẽ dùng cơ cấu hạ cánh, ống dẫn không khí và cánh của Grumman A-6 Intruder.
Trên sự công nhận hợp đồng dành cho F-14, Grumman đã thành công trong việc mở rộng phát triển nó ở Calverton, Long Island, New York để dễ dàng trong những bài kiểm tra và đánh giá công nghệ về khả năng đánh chặn. Hầu hết các cuộc thử nghiệm trên không ở Long Island Sound thành công trước một vài tai nạn nhỏ. Dưới sự bảo trợ của Bộ trưởng Quốc phòng lúc ấy là McNamara, Hải quân đã chấp nhận sử dụng F-14.
F-14 bay chuyến đầu tiên vào 21 tháng 12 năm 1970, 22 tháng sau khi Grumman nhận được hợp đồng, và sau đó được chuyển sang Initial Operational Capability (IOC) năm 1973. Ngay lập tức, Thủy quân lục chiến để mắt tới F-14, và tiến xa hơn với việc gửi phi công tới phi đoàn VF-124 để đào tạo.
Động cơ của máy bay không đáng tin cậy và có một lịch sử đầy trục trặc. Các phi công đã chỉ trích động cơ TF-30 không đủ mạnh và không đáng tin với phàn nàn rằng các máy bay chiến đấu hai chỗ ngồi rất khó khăn và nguy hiểm để bay ở tốc độ thấp và độ cao thấp, với khoảng 110 vụ tại nạn "Cấp độ A" gây chết người hay gây thiệt hại hàng triệu đô hoặc cả hai cho các chiếc mẫu F-14A và một nửa trong số đó xảy ra lúc hạ cánh tính đến năm 1995. Trong một ấn phẩm kỹ thuật hải quân vào năm 1976 chuẩn Đô đốc John Christiansen đã viết F-14 có "vấn đề nghiêm trọng với động cơ" với "Áp lực mài mòn các cánh quạt ở giai đoạn thứ nhất, các cánh ở giai đoạn thứ hai và ba bị run quá mức cũng như chúng không đủ mạnh để chống lại việc bị vỡ". Động cơ TF-30 cực kỳ nhạy cảm với luồng không khí với nhiều lần sự cố đã phát sinh ở giai đoạn nén.

## Lịch sử hoạt động

### Hải quân Hoa Kỳ
F-14 bắt đầu thay thế cho F-4 Phantom II trong Hải quân vào tháng 9 năm 1974 trong đội hình của phi đoàn VF-1 Wolfpack và VFA-2 Bounty Hunters trên tàu sân bay USS Enterprise (CVN 65), và đã tham gia vào sự kiện di tản của người Mĩ khỏi Sài Gòn. Tuy nhiên, mãi đến 19 tháng 8 năm 1981, F-14 mới có chiến công đầu tiên trong sự kiện vịnh Sidra (Gulf of Sidra). Hai chiếc F-14 thuộc phi đoàn VF-41 giao chiến với 2 chiếc Su-22 Fitters của Libya. F-14 tránh được các đòn tấn công săn đuổi của tên lửa tầm nhiệt AA-2 Atoll và bắn trả lại, hạ cả hai máy bay chiến đấu của Libya. F-14 của Hải quân Hoa Kỳ còn không chiến với MiG-23 "Floggers" của Libya trong vịnh Sidra (Gulf of Sidra incident) ngày 4 tháng 1 năm 1989, một lần nữa, 2 chiếc F-14 thuộc phi đoàn VF-32 đã hạ 2 chiếc MiG-23 Floggers.

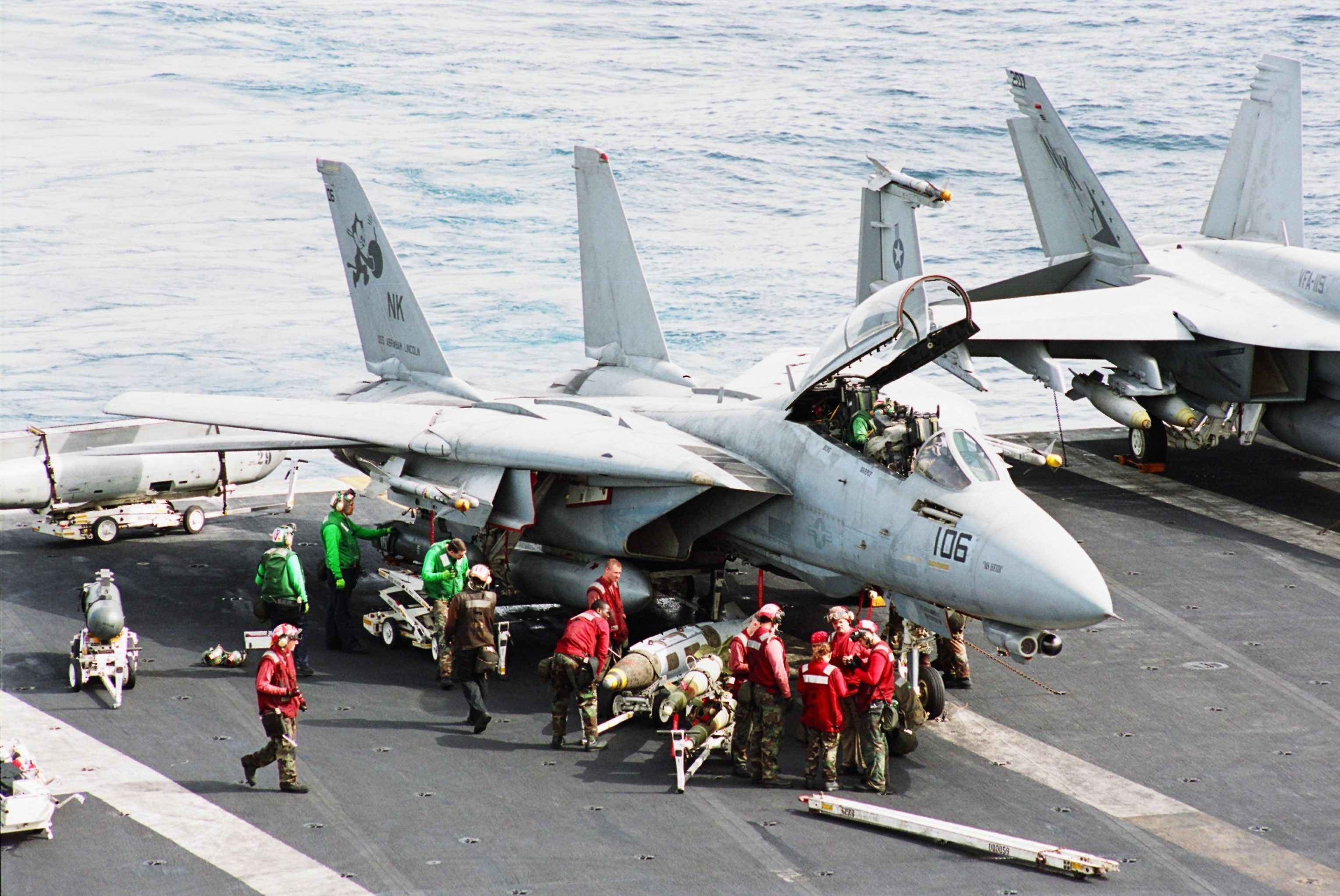
F-14A

F-14 được công nhận rộng rãi, nó được cải tiến và được giới thiệu trong tháng 3 năm 1987 với phiên bản F-14A+. Bụng máy bay được cải tiến nhằm thay thế động cơ TF30 bằng động cơ khác mạnh hơn General Electric F110-400. Tất cả F-14A+ được nâng cấp lên thành F-14B vào tháng 1 năm 1991. Các cải tiến nay bao gồm sự kết hợp giữa hệ thống điện tử hàng không và hệ thống vũ khí, sự cải tiến đã làm cho F-14 trở nên trở nên mạnh hơn các đối thủ khác cùng thời. Những chiếc F-14D được sản xuất sau chương trình cải tiến năm 1999 được trang bị động cơ General Electric F110-400 giống F-14B, hệ thống rada mới AN/APG-71, hệ thống làm nhiễu điện tử ASPJ (Airborne Self Protection Jammer - Hệ thống làm nhiễu), JTIDS (Joint Tactical Information Distribution System - Hệ thống sắp xếp thông tin do thám), IRST (Infrared Search and Track - Dò tìm bằng tia hồng ngoại) và những cải tiến về hệ thống điều khiển bay.
Đến năm 1994, tất cả biến thể của F-14 đã thể hiện năng lực tấn công của mình, chúng đều được trang bị hệ thống đi biển ban đêm bằng tia hồng ngoại LANTIRN, tương thích hệ thống nhìn ban đêm và hệ thống bảo vệ mới LAU-138 BOL Chaff. Đến khi gần hết hạn sử dụng, F-14 vẫn tiếp tục được cải tiến.
Những chiếc F-14 đã tham gia vào Chiến dịch Bão táp Sa mạc năm 1991 với nhiệm vụ chủ yếu bị hạn chế trong việc hộ tống và do thám trên không. F-15 Eagle được ưu tiên trao nhiệm vụ không chiến với Iraq. Tuy nhiên, F-14 cũng chứng tỏ được vai trò của mình khá hiệu quả. Bất cứ vật thể nào tỏa ra nhiệt đều bị rada cảnh báo AWG-9/APG-71 phát hiện, vì vậy khi máy bay chiến đấu của Iraq bị phát hiện, lập tức những chiếc F-14 có mặt. Có lẽ do rút được những bài học trong chiến tranh với Iran khi mà Iran sử dụng phi đoàn F-14 của họ tham chiến, nên những máy bay của Iraq lập tức từ bỏ ý định tấn công khi thấy F-14 và tên lửa AIM-54. Tuy nhiên, F-14 cũng phải chịu tổn thất đầu tiên ngày 21 tháng 1 năm 1991, khi 1 chiếc F-14A cải tiến thuộc phi đoàn VF-103 bị bắn hạ bởi tên lửa SA-2 trong khi đang thực hiện nhiệm vụ hộ tống gần sân bay quân sự Al Asad ở Iraq. Cả hai phi công đều may mắn thoát nạn nhờ hệ thống ghế phóng và 1 phi công được lực lượng đặc nhiệm của Không quân giải thoát. Tuy nhiên, viên sĩ quan hoa tiêu đã bị Iraq bắt giữ trở lại và bị giam cầm đến hết cuộc chiến. F-14 có thắng lợi cuối cùng trong chiến tranh vào ngày 7 tháng 2 năm 1991 khi một chiếc F-14A thuộc phi đoàn VF-1 bắn hạ một chiếc Mil Mi-8 của Iraq bằng tên lửa AIM-9 Sidewinder.

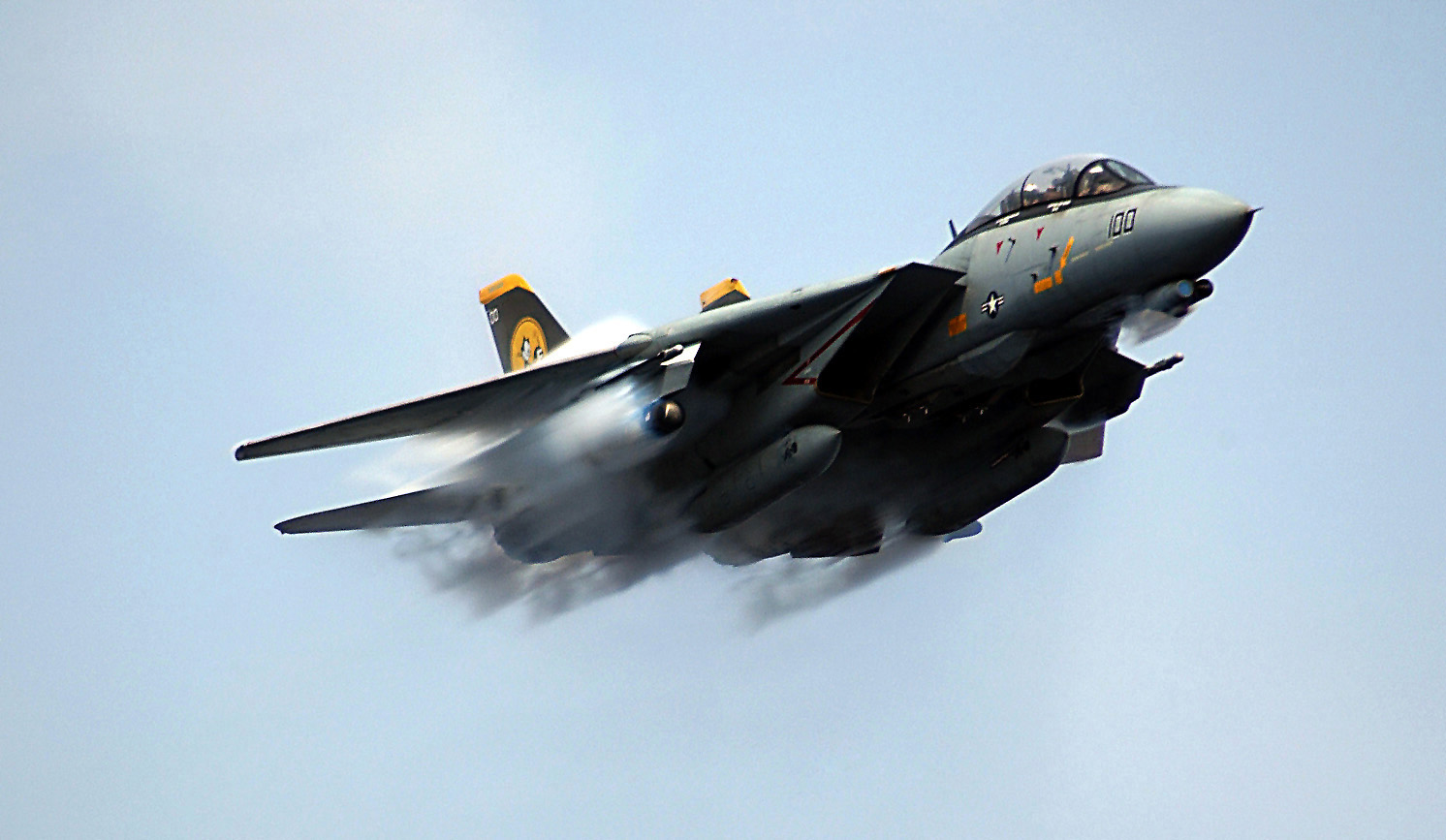
F-14 thuộc phi đoàn VF-31

Năm 1995, F-14 tiếp tục tham gia vào các chiến dịch ném bom Bosna và Hercegovina (NATO gọi là Operation Deliberate Force) năm 1995, chiến dịch cáo sa mạc (Operation Desert Fox) (1998), chiến dịch không kích Nam Tư (Operation Allied Force) (1999).
Ngày 15 tháng 2 năm 2001, bom thông minh JDAM (Joint Direct Attack Munition hay Vũ khí tấn công điều khiển chung) được trang bị vào kho vũ khí của F-14. Ngày 7 tháng 10 năm 2001, F-14 tham chiến trong Chiến dịch Tự do lâu dài (Operation Enduring Freedom) ở Afghanistan và lần đầu tiên sử dụng Bom JDAM vào ngày 11 tháng 3 năm 2002. F-14 cũng tham gia vào Chiến dịch Iraq tự do (Operation Iraqi Freedom) vào đầu năm 2003.
Vào ngày 10 tháng 12 năm 2005, máy bay F-14D thuộc phi đoàn VF-31 và VF-213 được cải tiến với thiết bị ROVER (Remotely Operated Video Enhanced Receiver), hệ thống này là một thiết kế sáng tạo được ứng dụng trên phương tiện bay không người lái, cho phép kết nối hình ảnh trực tiếp từ máy bay được xử lý bằng hệ thống Forward Air Controller (FAC) đến các hệ thống dưới mặt đất thông qua FAC's laptop. Đây cũng là những chiếc F-14 được triển khai làm nhiệm vụ lần cuối cùng trên tàu sân bay USS ''Theodore Roosevelt'' năm 2005.

### Sự thay thế cho F-14
Khi F-14 được phát triển, người ta đã lựa chọn nó vì trọng lượng của nó thay cho chiếc F-111B nặng xấp xỉ 80.000 lb. Tuy vậy, F-14 vẫn có một kích thước lớn và giá tiền khá cao vào thời điểm đó. Chương trình thí nghiệm máy bay chiến đấu Hải quân được khôi phục lại năm 1970, với mục đích hạ thấp giá thành thay thế cho F-4 Phantom và A-7 trong các phi đoàn của Hải quân. Và mẫu thiết kế F/A-18 Hornet đã nổi lên là một máy bay chiến đấu có đủ khả năng đáp ứng mọi yêu cầu.

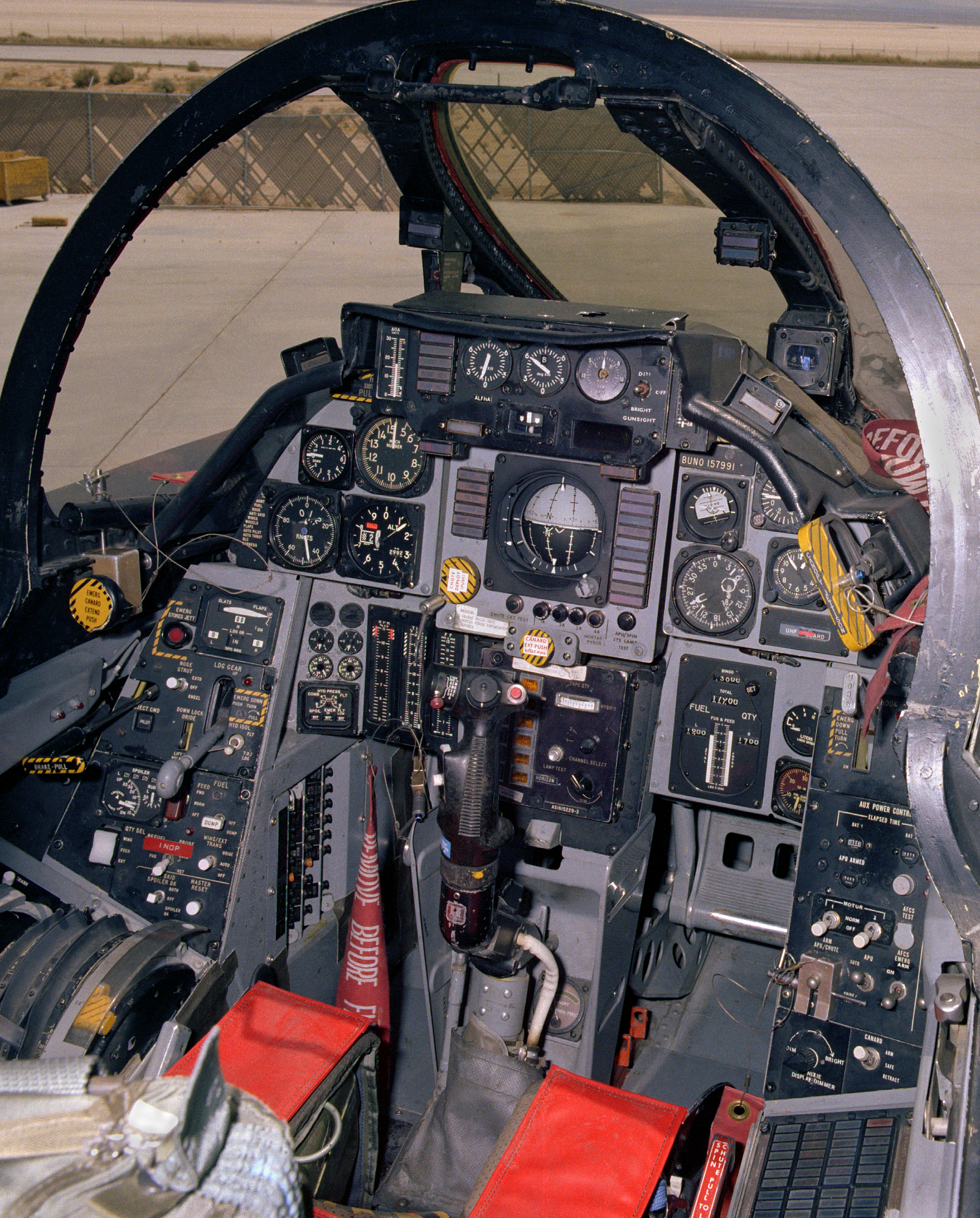
Buồng lái F-14

Bộ Hải quân Hoa Kỳ đã không chấp nhận đề xuất của Grumman nâng cấp F-14 lên kiểu D, một kiểu máy bay của thế kỷ 21. Thay vào đó, Hải quân chọn F/A-18E/F làm vai trò bảo vệ trên không và tấn công thay thế cho F-14.

### Sự nghỉ hưu của F-14
F-14 đã hoàn thành nhiệm vụ của nó khi rút khỏi biên chế của Hải quân. Một số nhỏ được giữ lại phục vụ đến năm 2008 nhưng cũng gặp không ít công kích. Tại thời điểm 2005, tất cả máy bay F-14A và F-14B đã rút ra khỏi biên chế, chỉ còn 2 phi đoàn VF-31 Tomcatters và VF-213 Black Lions với những chiếc F-14 thuộc lớp D, phục vụ đến hết ngày 10 tháng 3 năm 2006 tại sân bay hải quân Oceana.
Nhiệm vụ cuối cùng của F-14 được hoàn thành vào ngày 8 tháng 2 năm 2006, khi 2 chiếc F-14 cất cánh từ tàu sân bay USS ''Theodore Roosevelt'' để thực hiện phi vụ thả bom ở Iraq. Những chiếc máy bay thực hiện nhiệm vụ ném bom cuối cùng là những chiếc F-14D được lái bởi trung tá Bill Frank thuộc phi đoàn VF-31, và chiếc được lái bởi đại úy William G. Sizemore thuộc phi đoàn VF-213. Trong suối quá trình được triển khai trên tàu USS Theodore Roosevelt, VF-31 và VF-213 cùng hoàn thành 1.163 chuyến bay làm nhiệm vụ với tổng số 6.876 giờ bay, sử dụng 9.500 pounds vũ khí trong quá trình bay do thám, giám sát trên không trong Chiến dịch Iraq tự do. Vào ngày 10 tháng 3 năm 2006, 22 chiếc F-14 đáp cánh xuống sân bay hải quân Oceana, nơi triển khai đội hình chiến đấu lần cuối cùng của F-14. Các phi công và sĩ quan rada (RIO-radar intercept officers) F-14 được đào tạo chuyển tiếp sang sử dụng loại F/A-18. Sau ngày 22 tháng 9 năm 2006, các máy bay F-14 về vườn tại Davis-Monthan "Boneyard".

### Không quân hoàng gia Iran/Không quân cộng hòa hồi giáo Iran

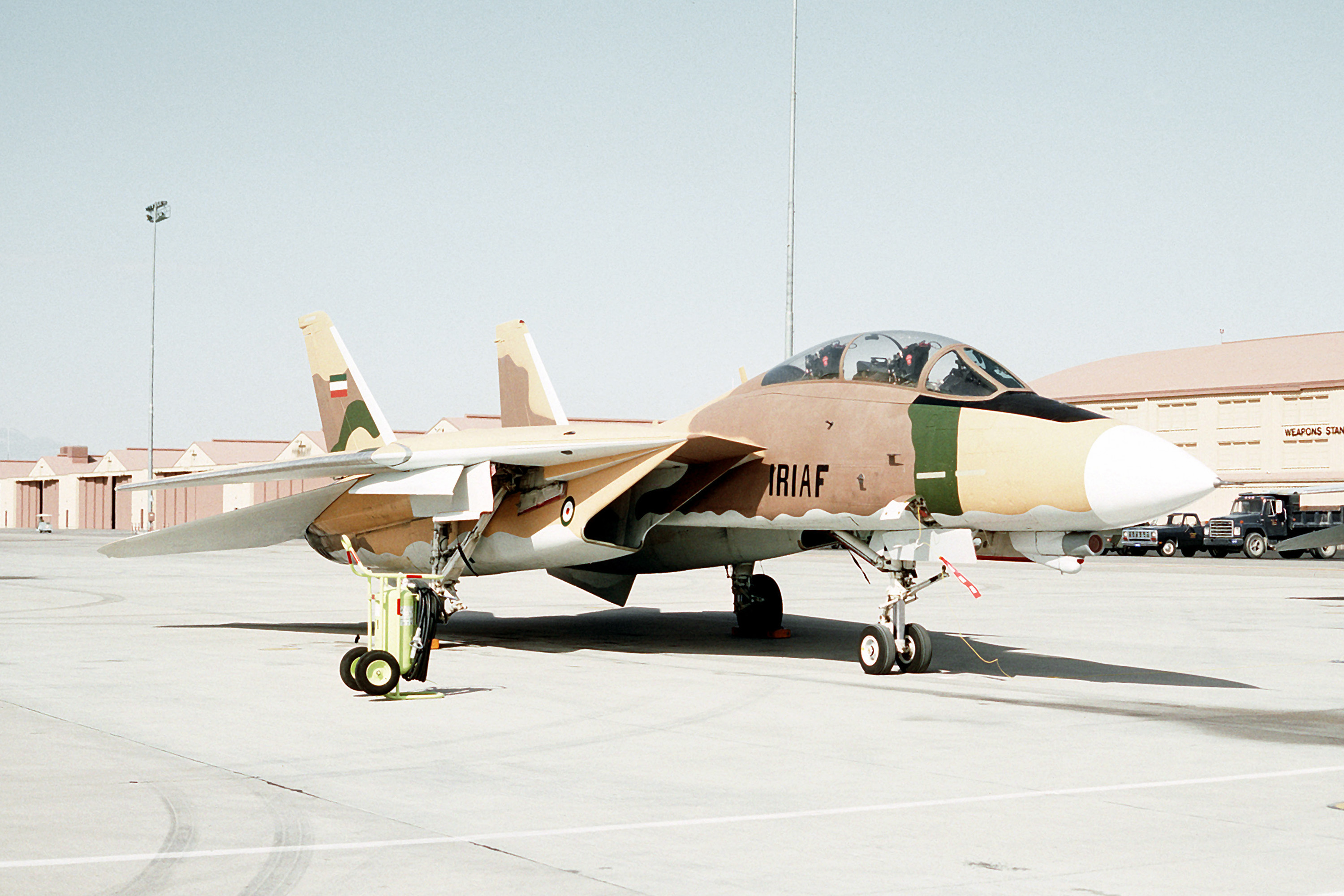
F-14 được sơn màu giống như của Không quân Iran

F-14 được cung cấp cho Không quân Hoàng gia Iran (từ 1979 là Không quân Cộng hòa Hồi giáo Iran) trong thời kỳ cầm quyền của nhà vua Iran Mohammad Reza Pahlavi.
Đầu những năm 1970, Không quân Hoàng gia Iran (IIAF) đã tìm kiếm một loại máy bay chiến đấu cao cấp có khả năng ngăn chặn máy bay do thám MiG-25 của Liên Xô. Sau chuyến viếng thăm của Tổng thống Hoa Kỳ Richard Nixon tới Iran năm 1972, trong suốt quá trình Iran đề nghị nhận được sự giúp đỡ kỹ thuật quân sự từ phía Hoa Kỳ, IIAF đã tính toán kỹ lưỡng trong việc chọn F-14 Tomcat và F-15 Eagle. Theo sự đàm phán sơ bộ với Lầu Năm Góc, làm nền tảng cho việc ứng dụng rada AWG-9 và hệ thống vũ khí sử dụng tên lửa AIM-54 Phoenix tốt nhất, Iran đã chọn F-14. Có sự chọn lựa từ phía Iran, hầu như trong năm sau đó, công ty Grumman đã đưa ra sự chào hàng tới nhà vua Iran, cuối cùng sự cạnh tranh đã thể hiện sự ganh đua giữa Eagle và Tomcat. Tiếp sau cuộc biểu diễn của 2 chiếc F-14, vào tháng 1 năm 1974 nhà vua đã đặt hàng 30 chiếc F-14 và 424 quả tên lửa AIM-54 Phoenix trong kế hoạch "Vua Ba Tư" đáng giá 300 triệu USD. Chỉ vài tháng sau kế hoạch đã được mở rộng ra tăng thêm 50 chiếc F-14A và 290 quả tên lửa AIM-54. Tổng số Iran đã đặt hàng 80 chiếc Tomcat và 714 quả tên lửa Phoenix, số tăng thêm sẽ được thay thế động cơ trong 10 năm, hoàn thành việc giao hàng, và cơ sở vật chất (xây dựng sân bay quân sự lớn Khatami, trong sa mạc gần Esfahan) cuối cùng lên tới 2 tỉ USD, đây là đơn đặt hàng lớn nhất trong lịch sử Hoa Kỳ.
Chiếc F-14 đầu tiên được hoàn thành tháng 1 năm 1976, đã giảm bớt thiết bị điện tử trong đó, nhưng được thay thế với động cơ TF-30-414. Trong những năm sau, hơn 12 chiếc đã được cung cấp cho phía Iran. Trong lúc ấy, việc huấn luyện những nhóm phi công Iran đầu tiên đang thực hiện ở Hoa Kỳ, phi công phải trải qua sự huấn luyện theo một giáo án nghiêm ngặt, một trong những bài đánh giá là bắn hạ máy bay không người lái ở độ cao 50.000 feet bằng tên lửa AIM-54. Những bài kiểm tra phụ được thêm vào năm 1977, tháng 10 năm 1978, 2 phi công Iran lái F-14 chặn máy bay do thám MiG-25 của Liên Xô đang trên đường làm nhiệm vụ trên bờ biển Iran trong vịnh Caspian, đã làm cho Liên Xô ngừng lại việc bay trên bầu trời Iran.

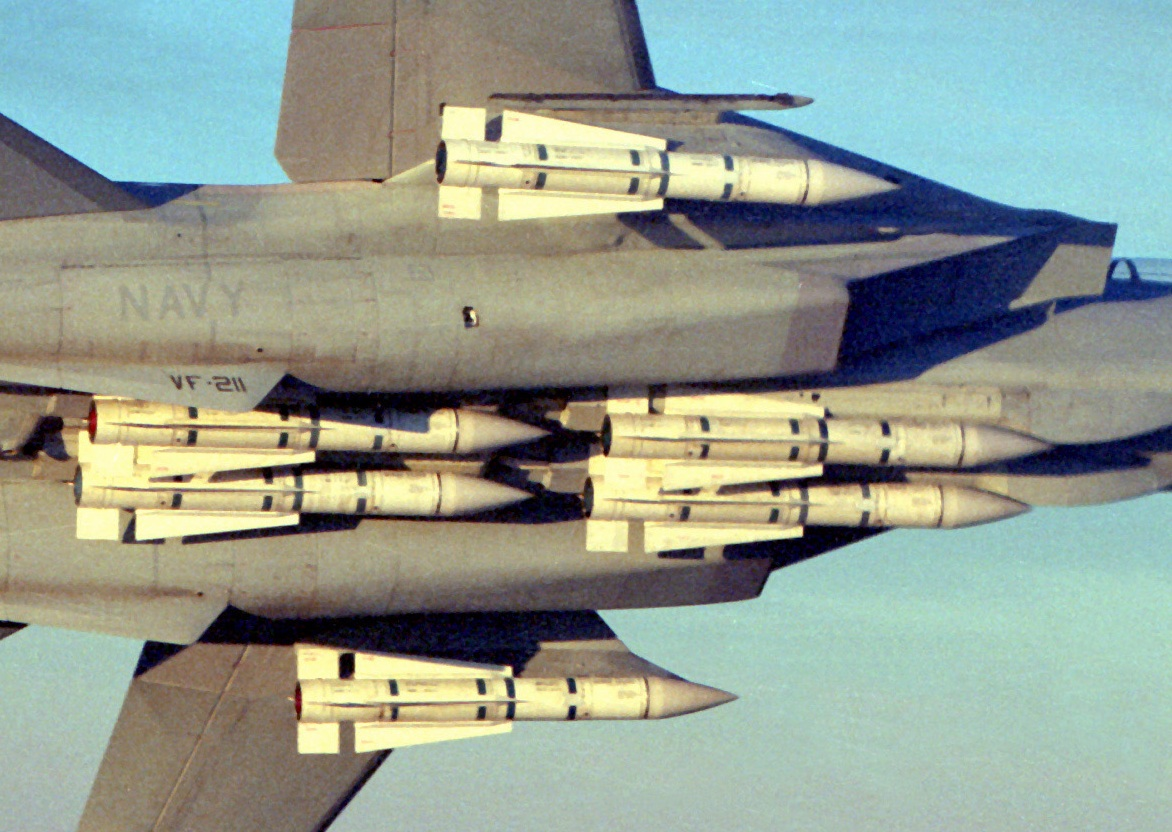
F-14 và tên lửa AIM-54

Sau sự kiện lật đổ vua Shah, chế độ của giáo chủ Ayatollah Khomeini đã dừng hầu hết các kế hoạch quân sự trước đó. Nhiều tàu chở hàng lớn đã phải nằm dưới sự giám sát, bao gồm cả những chiếc Tomcat của Iran. Chiếc Tomcat thứ 80 bị Hải quân hoãn trao cho Iran. Theo bản báo cáo trái ngược của Tom Cooper, những chiếc F-14 của Iran đã bị phá hủy theo sự ra đi của vua Shah. Sự kiện lật đổ vua Shah đã dẫn đến vết đen trong quan hệ giữa Hoa Kỳ và Iran, khiến cho Iran phải chịu lệnh cấm vận của Hoa Kỳ, bao gồm cả việc chuyển giao máy bay chiến đấu và tên lửa. Một vài tin đồn cho rằng trước khi cách mạng xảy ra, một số tên lửa AIM-54 Phoenix đã được bán cho Liên Xô, và chúng đã có ảnh hưởng đến tên lửa tầm xa Vympel AA-9 của Liên Xô. Hầu hết chứng cớ không ủng hộ cho luận điệu trên, bản báo cáo tình báo đã nêu ra rằng người Iran không chỉ một lần sử dụng tên lửa Phoenix trong các trận chiến và nó có khả năng chống lại máy bay chiến đấu của kẻ địch. Iran ngay lúc bây giờ đã có một phiên bản cải tiến của AIM-54, họ đã thay thế AIM-54 bằng tên lửa không đối không R-73 của Nga.
Trong kế hoạch "Chim Ưng" ("Sky Hawk"), Iran đã điều chỉnh tên lửa MIM-23 HAWK chống lại F-14. IRIAF cố gắng sử dụng bom chùm Mk.83 với F-14 và phát triển nó thành máy bay oanh tạc trong các trận chiến. Nguồn tin chưa kiểm chứng cho biết một phi đoàn F-14 đã bay sang Nga với toàn bộ máy bay và người Nga đã nghiên cứu chúng dưới sự cho phép của Iran để duy trì bảo dưỡng đồng thời nâng cấp - bao gồm cả rada, động cơ, và thiết bị điện tử của Nga. Cả Iran và Nga đều từ chối xác nhận thông tin này.

## Các biến thể
Có tất cả 712 chiếc F-14 được sản xuất từ năm 1969 đến năm 1991 tại xưởng sản xuất của Grumman tại Bethpage, Long Island, New York. 
- YF-14A: mẫu thử đầu tiên và dựa vào nó để sản xuất 12 chiếc đầu.
- F-14A: phiên bản máy bay đánh chặn trong mọi thời tiết 2 chỗ cho hải quân Hoa Kỳ. Sự cải tiến đã thêm vào khả năng mang theo nhiều vũ khí hơn. 545 chiếc F-14A đã được cung cấp cho hải quân Hoa Kỳ và 79 chiếc cho Iran. 102 chiếc F-14A cuối cùng được cung cấp với động cơ cải tiến TF30-P-414A. Thêm vào đó chiếc F-14A thứ 80 được chế tạo cho Iran, nhưng đã chuyển giao cho hải quân Hoa Kỳ.
- F-14A+ hay F-14B: bản cải tiến với động cơ GE F110-400. Rất nhiều thiết bị điện tử đã được trang bị. 38 máy bay mới được sản xuất và 48 chiếc F-14A được cải tiến thành phiên bản F-14B. Vào những năm 1990, 67 chiếc F-14B được bảo dưỡng để tăng tuổi thọ, cải tiến hệ thống tấn công và hệ thống bảo vệ điện tử.
- F-14D Super Tomcat: bản cải tiến cuối cùng của F-14. Động cơ TF-30 cũ được thay thế bằng động cơ GE F110-400, giống như F-14B. Hơn nữa F-14D có hệ thống điện tử hoàn toàn mới, buồng lái mới và thay thế rada AWG-9 bằng rada mới APG-71. 37 chiếc đã được sản xuất và 18 chiếc F-14A đã được nâng cấp thành phiên bản D.

## Biên chế của F-14

### Các phi đoàn F-14 trong hải quân Hoa Kỳ (USN)

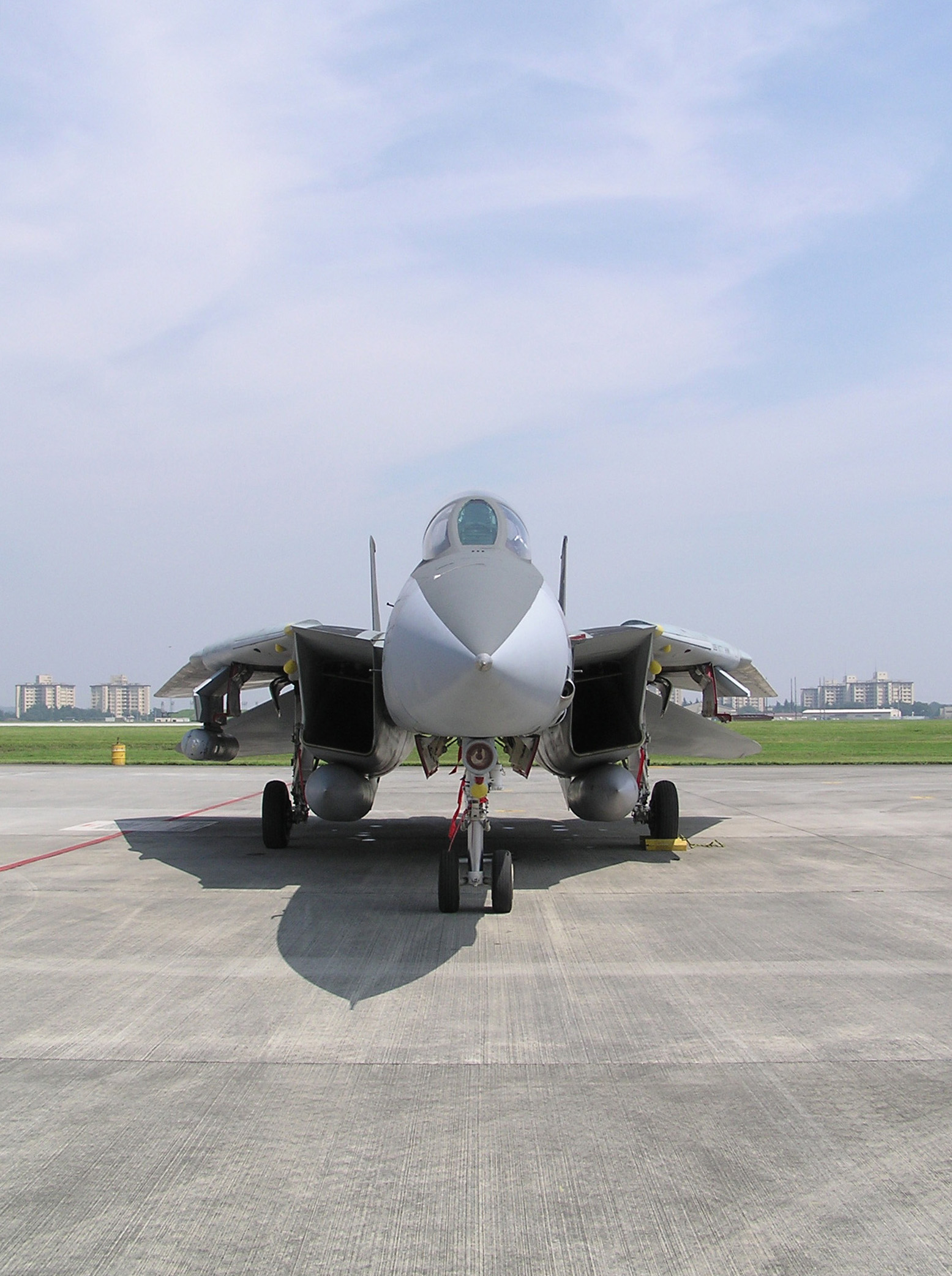
F-14 nhìn trực diện

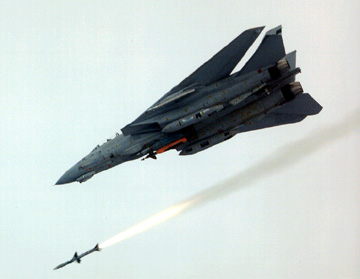
F-14 bắn tên lửa AIM-7 Sparrow

- VF-1 Wolfpack (giải thể 30-9-1993)
- VF-2 Bounty Hunters (thay thế với F/A-18F 1-7-2003)
- VF-11 Red Rippers (thay thế với F/A-18F 5-2005)
- VF-14 Tophatters (thay thế với F/A-18E 1-12-2001)
- VF-21 Freelancers (giải thể 31-1-1996)
- VF-24 Fighting Renegades (giải thể 20-8-1996)
- VF-31 Tomcatters (thay thế với F/A-18E 10-2006)
- VF-32 Swordsmen (thay thế với F/A-18F 1-10-2005)
- VF-33 Starfighters (giải thể 1-10-1993)
- VF-41 Black Aces (thay thế với F/A-18F 1-12-2001)
- VF-51 Screaming Eagles (giải thể 31-3-1995)
- VF-74 Bedevilers (giải thể 30-4-1994)
- VF-84 Jolly Rogers (giải thể 1-10-1995)
- VF-101 Grim Reapers (giải thể 15-9-2005)
- VF-102 Diamondbacks (thay thế với F/A-18F 1-5-2002)
- VF-103 Sluggers/Jolly Rogers (thay thế với F/A-18F 1-5-2005)
- VF-111 Sundowners (giải thể 31-3-1995)
- VF-114 Aardvarks (giải thể 30-4-1993)
- VF-124 Gunfighters (giải thể 30-9-1994)
- VF-142 Ghostriders (giải thể 30-4-1995)
- VF-143 Pukin' Dogs (thay thế với F/A-18E đầu 2005)
- VF-154 Black Knights (thay thế với F/A-18F 1-10-2003)
- VF-191 Satan's Kittens (giải thể 30-4-1988)
- VF-194 Red Lightnings (giải thể 30-4-1988)
- VF-201 Hunters (thay thế với F/A-18A 1-1-1999)
- VF-202 Superheats (giải thể 31-12-1999)
- VF-211 Fighting Checkmates (thay thế với F/A-18F 1-10-2004)
- VF-213 Black Lions (thay thế với F/A-18F 1-5-2006)
- VF-301 Devil's Disciples (giải thể 11-9-1994)
- VF-302 Stallions (giải thể 11-9-1994)
- VX-4 Evaluators (giải thể 30-9-1994)
- VX-9 Vampires (đang hoạt động gồm F/A-18C/D/E/F, EA-6B, AV-8B, và AH-1)

### Các phi đoàn F-14 trong không quân cộng hòa hồi giáo Iran (IRIAF)
- phi đoàn số 72: F-14A, 1976 - 1980
- phi đoàn số 73: F-14A, 1977 - giữa 1990
- phi đoàn số 81: F-14A, 1977 - đến ngày nay
- phi đoàn số 82: F-14A, 1978 - đến ngày nay
- phi đoàn số 83: F-14A, đổi tên từ phi đoàn số 73

## Thông số kỹ thuật (F-14D Super Tomcat)

### Thông số chung
- Phi đoàn: 2 (phi công và sĩ quan rada)
- Dài: 61 ft 9 in (18.6 m)
- Chiều dài cánh: cánh xòe 64 ft, cánh cụp 38 ft (19 m / 11.4 m)
- Cao: 16 ft (4.8 m)
- Diện tích cánh: 565 ft² (54.5 m²)
- Cánh máy bay: NACA 64A209.65 mod root, 64A208.91 mod tip
- Trọng lượng rỗng: 42.000 lb (19.000 kg)
- Trọng lượng cất cánh: 61.000 lb (28.000 kg)
- Trọng lượng mang tối đa: 72.900 lb (32.805 kg)
- Động cơ: 2× General Electric F110-GE-400 động cơ phản lực cánh quật đẩy, lực đẩy 13.810 lbf (72 kN) với nhiên liệu thường, 27.800 lbf (126 kN) với nhiên liệu phụ trội

### Đặc tính
- Vận tốc cực đại: Mach 2.34, 1.544 mph (2.485 km/h)
- Phạm vi hoạt động: 576 dặm (927 km)
- Trần bay: 50.000+ ft (16.000+ m)
- Vận tốc: 45.000+ ft/min (230+ m/s)
- Lực nâng của cánh: 113.4 lb/ft² (553.9 kg/m²)
- Lực đẩy/khối lượng: 0.91

### Vũ khí
Mang được 13.000 lb (5.900 kg), vũ khí gồm:
- Pháo: 1× M61 Vulcan 20 mm Gatling Gun
- Tên lửa: AIM-54 Phoenix, AIM-7 Sparrow, AIM-9 Sidewinder không đối không
  - 2× AIM-9 + 6× AIM-54
  - 2× AIM-9 + 2× AIM-54 + 3× AIM-7
  - 2× AIM-9 + 4× AIM-54 + 2× AIM-7
  - 2× AIM-9 + 6× AIM-7
  - 4× AIM-9 + 4× AIM-54
  - 4× AIM-9 + 4× AIM-7
- Bom: GBU-10, GBU-12, GBU-16, GBU-24, GBU-24E Paveway I/II/III LGB, GBU-31, GBU-38 JDAM, Mk-20 Rockeye II, Mk-82, Mk-83 và Mk-84

### Thiết bị điện tử
- Hughes AN/APG-71 radar
- AN/ASN-130 INS, IRST, TCS

### Giá thành
- 38 triệu USD/chiếc

## Nội dung liên quan

### Máy bay liên quan
- General Dynamics F-111 Aardvark

### Máy bay tương tự
- McDonnell Douglas F-15 Eagle
- Boeing F/A-18E/F Super Hornet
- General Dynamics F-111 Aardvark
- Panavia Tornado
- Mikoyan MiG-29

### Trình tự thiết kế
- F-10 - F-11 - YF-12 - F-14 - F-15 - F-16 - YF-17